# Васильчук Олександр Дмитрович
Олександр Дмитрович Васильчук (15 липня 1923 — 16 листопада 1998) — радянський льотчик-штурмовик, Герой Радянського Союзу (1945).

## Життєпис
Народився 15 липня 1923 року в місті Дмитрієвськ (нині Макіївка) у родині робітників. Українець. Закінчив 9 класів і аероклуб.
У РСЧА з 1940 року. Закінчив військову авіаційну школу в 1944 році.
На фронтах Німецько-радянської війни з червня 1944 року. Льотчик 75-го гвардійського штурмового авіаційного полку (1-а гвардійська штурмова авіаційна дивізія, 1-а повітряна армія, 3-й Білоруський фронт) гвардії молодший лейтенант Васильчук до кінця війни здійснив 104 успішні бойових вильоти. Знищив декілька десятків танків і автомашин, 3 літаки на аеродромах, придушив 16 артилерійських батарей.
Після війни продовжив службу у ВПС СРСР. в 1953 році закінчив військово-повітряну академію.
З 1976 року полковник В. Д. Васильчук у запасі. Жив у місті Петропавловськ-Камчатський, пізніше у Мінську.

## Звання та нагороди
29 червня 1945 року Васильчуку Олександру Дмитровичу присвоєно звання Герой Радянського Союзу.
Також нагороджений:
- орденом Леніна
- 2-ма орденами Червоного Прапора
- 2-ма орденами Вітчизняної війни 1 ступеня
- 2-ма орденами Червоної Зірки
- орденом Слави 3 ступеня